# Чон Хи Сок
Чон Хи Сок (нар. 29 січня 1977) — колишній південнокорейський тенісист.
Найвищу одиночну позицію світового рейтингу — 482 місце досяг 27 травня 2002, парну — 477 місце — 20 листопада 2006 року.

## Фінали за кар'єру

### Одиночний розряд – всі рівні (6–3)
| Легенда (одиночний розряд) |
| Великий шлем (0–0)         |
| Tennis Masters Cup (0–0)   |
| Серія Мастерс ATP (0–0)    |
| Тур ATP (0–0)              |
| Челленджери (0–0)          |
| Ф'ючерси (6–3)             |

| Результат | Ранг | Дата           | Турнір               | Покриття | Суперник           | Рахунок       |
| Перемога  | 1.   | 29 травня 2000 | Сеул, Південна Корея | Тверде   | Лі Син Хун         | 6–3, 6–3      |
| Поразка   | 1.   | 28 травня 2001 | Сеул, Південна Корея | Ґрунт    | Лі Син Хун         | 4–6, 4–6      |
| Перемога  | 2.   | 4 червня 2001  | Сеул, Південна Корея | Ґрунт    | Кім Тон Хюн        | 6–4, 7–6      |
| Перемога  | 3.   | 13 травня 2002 | Сеул, Південна Корея | Ґрунт    | Кім Тон Хюн        | 6–4, 6–3      |
| Поразка   | 2.   | 28 квітня 2003 | Сеул, Південна Корея | Ґрунт    | Ян Машик           | 7–6, 3–6, 1–6 |
| Перемога  | 4.   | 9 серпня 2004  | Макасар, Індонезія   | Тверде   | Суванді (тенісист) | 7–6, 6–3      |
| Поразка   | 3.   | 8 серпня 2005  | Макасар, Індонезія   | Тверде   | Квон О Хи          | 6–7, 1–6      |
| Перемога  | 5.   | 7 серпня 2006  | Бангкок, Таїланд     | Тверде   | Чжень Ді           | 6–4, 6–0      |
| Перемога  | 6.   | 14 серпня 2006 | Нонтхабурі, Таїланд  | Тверде   | Нік Ліндал         | 6–1, 6–1      |